# Сейсморозвідувальна станція
Сейсморозвідувальна станція (рос. сейсморазведывательная станция, англ. seismostation, seismic prospecting station; нім. seismische Erkundungsstation) — пересувна польова лабораторія, що застосовується при сейсмічній розвідці для отримання польових сейсмограм. Як правило містить 24-48, рідше 6-12 або 22-96, іноді до 10000 однотипних каналів, призначених для реєстрації і перетворення коливань (сигналів), які надходять від сейсмоприймачів (приладів, які сприймають механічні коливання ґрунту і перетворюють їх в електричні коливання). Кожний канал має пристрої для посилення, фільтрації і регулювання рівня сигналів. С.с. монтують на автомашині, всюдиході, судні і т. д. Портативні С.с. можна перенести вручну. Сучасні С.с. комп'ютеризовані.